# Styringomyia solomonensis
Styringomyia solomonensis är en tvåvingeart som beskrevs av Alexander 1951. Styringomyia solomonensis ingår i släktet Styringomyia och familjen småharkrankar. Inga underarter finns listade i Catalogue of Life.